# Cardin (Oklahoma)
Cardin es un pueblo ubicado en el condado de Ottawa en el estado estadounidense de Oklahoma. En el año 2010 tenía una población de 23 habitantes y una densidad poblacional de 15 personas por km².

## Geografía
Cardin se encuentra ubicado en las coordenadas 36°58′32″N 94°51′6″O / 36.97556, -94.85167 (36.975692, -94.851612).

## Demografía
Según la Oficina del Censo en 2000 los ingresos medios por hogar en la localidad eran de $24,000 y los ingresos medios por familia eran $25,417. Los hombres tenían unos ingresos medios de $23,125 frente a los $13,750 para las mujeres. La renta per cápita para la localidad era de $9,570. Alrededor del 31.0% de la población estaban por debajo del umbral de pobreza.
En 2010 había apenas 3 habitantes